# ドイツ系アメリカ人

2000年当時のアメリカ各州に定住するドイツ系の分布区域率（淡い青色がドイツ系の分布区域）

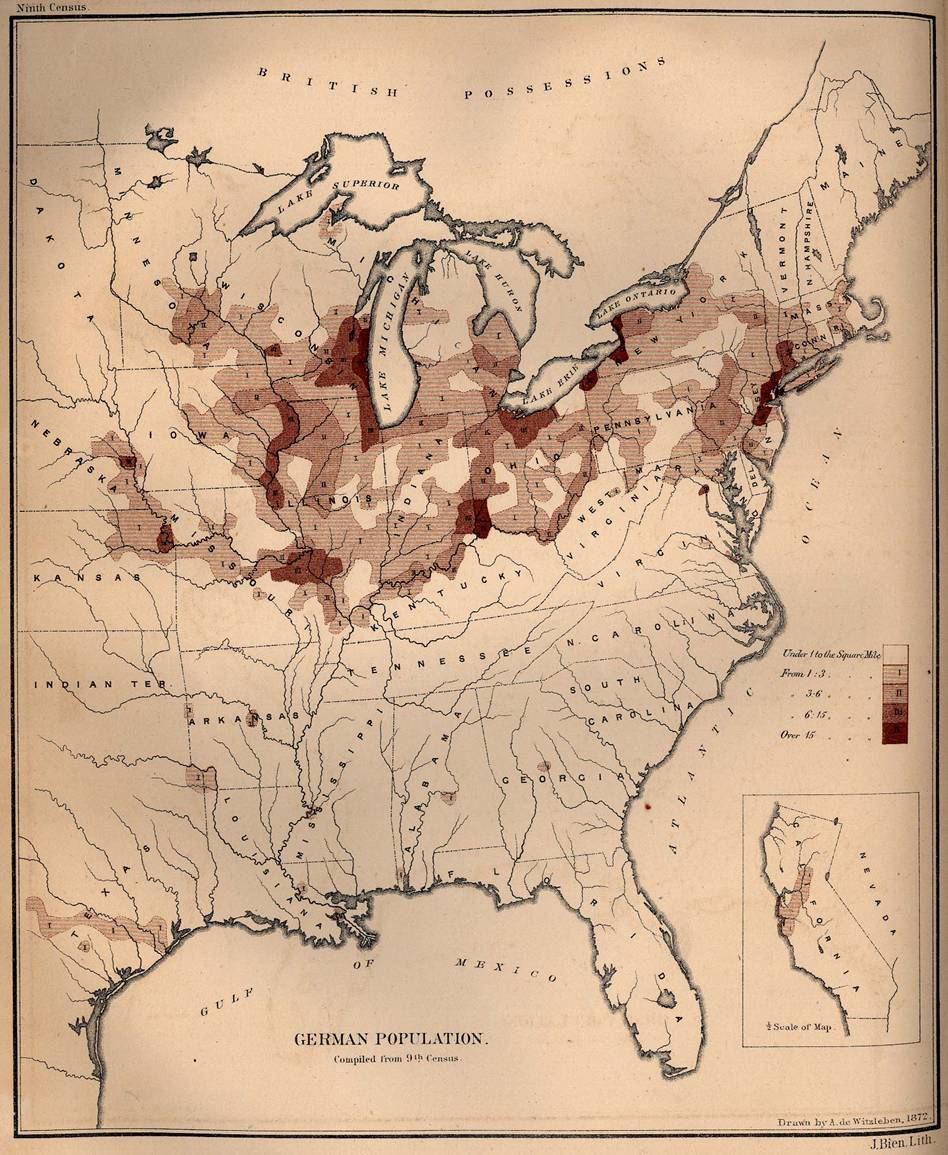
19世紀当時のアメリカに移住したドイツ系の分布区域

ドイツ系アメリカ人（ドイツけいアメリカじん、英語: German American、ドイツ語: Deutschamerikaner）は、アメリカ合衆国の国民のうち、ドイツおよびオーストリア、スイス、リヒテンシュタイン、ルクセンブルク、アルザス（アルザス＝ロレーヌ）などのドイツ語圏に在住した経緯を有する者かその国籍所持者、またはその子孫である者たちの総称。

## 概要
民族構成はゲルマン系ドイツ人をはじめ、ドイツ語圏に住居しドイツ化したソルブ人やカシューブ人（西スラヴ系）およびロシア系とマジャル系（ハンガリー系）なども含む東ヨーロッパ系、バルト系、フランス系、イギリス系、イタリア系のドイツ人（その逆も含む）やロマ（シンティ）およびユダヤ系などの他のヨーロッパ系・中南米系・ネイティブ・アメリカン・アジア系・黒人などのアメリカ国内による移民との混血も含めた人口は5000万人にも上り（ドイツに定住した民族の祖先がいれば、純血・混血は問われない）、ヨーロッパ系アメリカ人集団の中では最多となっている。
そのため一概に「ドイツ系」の民族といっても、ヨーロッパ各地からドイツに定住したさまざまなグループが数多く存在し、それぞれルーツが異なるため宗教もアメリカの各州ごとに異なる｡

## 歴史
17世紀末から18世紀初にかけて、または19世紀後半から20世紀前半にかけて、約110万人以上のドイツ人（ソルブ系、カシューブ系、ロシア系、東欧系、バルト系、フランス系、イギリス系、イタリア系、ユダヤ人も含む）が神聖ローマ帝国（オーストリア帝国およびオーストリア＝ハンガリー帝国）、ドイツ帝国（プロイセン帝国）の失政が続いたために、多くの人々が職業を失い生計を立てるために移民としてアメリカに移住した。ドイツにおける1848年革命で移民した人々はフォーティエイターズとも呼ばれた。
ドイツ革命以降も増加傾向にあり、オーストリア（オーストリア人）、スイス、リヒテンシュタイン、ルクセンブルク、フランス領のアルザスなどのドイツ語圏からの移住者も多くいたが、隣接する同民族国家なので同じグループで括られることが多い。
17世紀、多くのドイツ系アメリカ人のうち従来のゲルマン系（ドイツ化したソルブ系とカシューブ系・東欧系も含む）の人々は東部のペンシルベニア州などに落ち着き、19世紀後半から20世紀前半にかけてウィスコンシン州などの中西部に多く移住し、さらに西部のシアトルやアナハイムまで移住するグループもいた。このグループは英語、ペンシルベニアドイツ語（アメリカドイツ語）を使用することが多い。
ゲルマン系以外（ユダヤ系など）のドイツ系アメリカ人は、ニューヨーク、ロサンゼルス、サンフランシスコ、マイアミなどの各アメリカの州都や、多くの中心都市や地方都市に定住している。この人々はアメリカ英語を中心として、イディッシュ語をはじめフランス語、イタリア語などを使用することもある。
宗教はプロテスタント（ルーテル教会、改革派教会、メノナイト、ツヴィングリ教会（ツヴィングリの宗教）やカトリック、正教（東方教会およびドイツ正教会）、またはユダヤ教などが多い。
第一次世界大戦においてアメリカが参戦すると、ドイツ系アメリカ人は苦境に立たされることとなった。アメリカ赤十字社はドイツ系の姓の者の入社を禁止。スパイではないかと疑われたり、リンチに遭うこともあった。アメリカへの忠誠を誓うために国債を大量に購入することを強いられる者もいた。ドイツ系アメリカ人が多く住む町ではドイツ語の通り名などが廃止されたり、公共の場でのドイツ語使用が禁じられた。この流れは戦後も続いた。この時期多くのドイツ系アメリカ人が名前を英語風に改め（例えばシュミットをスミス、ミュラーをミラーなど）、これらのことによって多くのドイツ系アメリカ人の「アメリカ化」が進んだが、一方で自らのルーツを否定、母国との繋がりを断ち切らざるを得なくなった。
さらに、アドルフ・ヒトラー率いるナチスが台頭して、1933年1月30日にヒトラー内閣が発足すると、ドイツ国内およびドイツ語圏の諸国と東欧諸国で、過酷な迫害を受けたユダヤ系ドイツ人のうちでナチスに捕獲される前にアウシュヴィッツ収容所などの強制収容所行きを辛うじて免れた者の多くがアメリカに大量移民する事態となった。
1936年4月にゲルマン・ドイツ系アメリカ人で、フォード社の技術者だったフリッツ・クーンらが、ニュージャージー州とニューヨーク州を拠点とした右翼団体コミュニティー「ドイツ系アメリカ人協会」を結成した。この団体は親ナチス・反ユダヤ主義を貫き通し、アシュケナジム・ユダヤ人団体やアメリカ共産党と対決する事変を起こした（1941年に、この右翼団体コミュニティーはアメリカ政府によって解散させられ、1945年にクーンらは国外追放を命じられた）。
また、1941年よりアメリカも参戦した第二次世界大戦では、ドイツとアメリカが再び敵対関係となった影響で、数多くのドイツ系アメリカ人が「敵国人同然」「ドイツ風の容姿・名前」であることを理由に逮捕・拘束されている。

## 近年の状況
なお、毎回アメリカ合衆国国勢調査で行われる「先祖の出身地」の自己申告ではドイツが断然の多数を占め、アイルランド系、イングランド系がこれに次ぐ。
1990年の国勢調査による人口統計学では、当時の総人口は5800万人にのぼるデーターの結果があった。ただし、「ベルリンの壁崩壊」以降は、統一を果たしたドイツ政府はアメリカが生み出した「IT」を新分野として採り入れるため、ドイツ系アメリカ人のIT専門家など優れた人材を中心とする受け入れの募集を開始した（1972年設立のSAPなど）。
そのため、90年代から2000年あたりにかけて、ゲルマン系（ソルブ系・カシューブ系も含む）のグループを中心に祖国ドイツ（オーストリア・スイス・リヒテンシュタイン・ルクセンブルクも含む）をはじめ、同じくIT分野を奨励した北欧諸国・オランダ・ベルギー・カナダ・オーストラリア・ニュージーランド・南アフリカに移住する傾向にあった。21世紀以降のアメリカにおけるドイツ系の人口は徐々に減少した（2007年および2008年のアメリカの国勢調査による人口統計学で、4527万人にのぼるヒスパニック（現在は5400万人に増加）および3984万人にのぼるアフリカ系アメリカ人がドイツ系アメリカ人に代わって増加傾向にある）。
現在のドイツ系アメリカ人の人口はおよそ5000万人ほどである。